# Терегова
Терегова (рум. Teregova) је насеље и седиште истоимене општине Терегова у жупанији Караш-Северин у Румунији. Према попису из 2021. у насељу је било 2.427 становника.

## Прошлост
По "Румунској енциклопедији" место се први пут помиње 1447. године. Ту је 1717. године пописано 70 кућа. Село је уништено током аустријско-турског рата 1788. године. Православни храм је грађен 1798. године.
Аустријски царски ревизор Ерлер је 1774. године констатовао да место припада Тамишком округу, Карансебешког дистрикта. Село има милитарски статус, ту је поштанска станица а становништво је било претежно влашко.

## Становништво
| 1992. | 2002. | 2011. | 2021. |
| ----- | ----- | ----- | ----- |
| 3.464 | 3.065 | 2.790 | 2.427 |

Терегова је десето највеће насеље у жупанији Караш-Северин. Према попису из 2021. имала је 2.427 становника што је за 363 мање (-13,01%) у односу на попис из 2011. када је у насељу било 2.790 становника.
Према попису из 2011. већину становништва су чинили Румуни (92,97%).
| Етнички састав према попису из 2011.‍ | Етнички састав према попису из 2011.‍ | Етнички састав према попису из 2011.‍ | Етнички састав према попису из 2011.‍ | Етнички састав према попису из 2011.‍ |
| ------------------------------------ | ------------------------------------ | ------------------------------------ | ------------------------------------ | ------------------------------------ |
|                                      |                                      |                                      |                                      |                                      |
| Румуни                               | Румуни                               |                                      | 2.594                                | 92,97%                               |
| Роми                                 | Роми                                 |                                      | 37                                   | 1,33%                                |
| Остали                               | Остали                               |                                      | 6                                    | 0,22%                                |
| Непознато                            | Непознато                            |                                      | 153                                  | 5,48%                                |